# Budgie
Budgie var ett brittiskt hårdrocksband bildat i Cardiff, Wales år 1967. Gruppen anses ha haft stort inflytande på många senare rockband inom olika grenar av hårdrocken. Grupper som Metallica, Soundgarden och Iron Maiden har spelat in versioner av deras låtar. Den förstnämnda har spelat in låtarna "Breadfan" och  "Crash Course in Brain Surgery", och den sistnämnda har spelat in "I Can't See My Feelings". Budgie anses också vara ett av de allra första heavy metal-banden. Deras kommersiella framgångar har dock alltid varit ganska små, endast ett fåtal av deras album har blivit någorlunda framgångsrika på det planet.

## Historik
Den första upplagan av gruppen bestod av Burke Shelley (sång & basgitarr), Tony Bourge (gitarr), och Ray Phillips (trummor). De fick skivkontrakt hos MCA Records och spelade in de tre studioalbumen Budgie, Squawk och Never Turn Your Back On a Friend. Efter det tredje albumet lämnade Phillips gruppen och ersattes inför albumet In for the Kill av Pete Boot. Albumet blev gruppens kommersiellt största framgång, det nådde plats 29 på brittiska albumlistan och det låg även tio veckor på svenska Kvällstoppen. Boot försvann sedan till förmån för Steve Williams som var trummis i gruppen från albumet Bandolier till albumet Power Supply. Vid det laget hade gruppen även bytt skivbolag till RCA Records. Efter albumet Impeckable lämnade också Bourge gruppen, och ett tag framöver var endast Shelley konstant medlem i Budgie.
Budgie upplöstes år 1988, de hade då inte släppt något nytt studioalbum sedan 1982, men gjort många konsertframträdanden. År 1999 återförenades Budgie (Burke Shelley,  John Thomas och Steve Williams) och var därefter aktiva i flera år. 2003 anslöt sig gitarristen Simon Lees till bandet. Albumet You're All Living In Cuckooland utkom november 2006, den första på nästan 25 år. Därefter hoppade Lees av och Craig Goldy (före detta Dio) var därefter gruppens gitarrist.

## Medlemmar
Senaste medlemmar
- Burke Shelley – sång, basgitarr (1967–1988, 1995–1996, 1999–2010; död 2022)
- Steve Williams – trummor, bakgrundssång (1974–1986, 1999–2010)
- Craig Goldy – gitarr (2008–2010)

Tidigare medlemmar
- Kevin Newton – gitarr (1967–1968)
- Brian Goddard – gitarr, bakgrundssång (1967–1970)
- Tony Bourge – gitarr (1968–1978)
- Rob Kendrick – gitarr, bakgrundssång (1978–1979)
- Huw Lloyd-Langton – gitarr (1978; död 2012)
- John "Big" Thomas – gitarr (1979–1988, 1995–1996, 1999–2002; död 2016)
- Duncan Mackay – keyboard (1982)
- Andy Hart – gitarr (2002–2003)
- Simon Lees – gitarr (2003–2007)
- Andy James – gitarr (2007–2008)
- Ray Phillips – trummor (1967–1973)
- Pete Boot – trummor (1973–1974; död 2018)
- Jim Simpson – trummor (1986–1988)
- Robert "Congo" Jones – trummor (1995–1996)

Turnerande medlemmar
- Myf Isaac – gitarr (1975–1978)
- Lindsey Bridgewater – keyboard (1982)

## Diskografi
Studioalbum
- Budgie (1971)
- Squawk (1972)
- Never Turn Your Back On a Friend (1973)
- In for the Kill (1974)
- Bandolier (1975)
- If I Were Brittania I'd Waive the Rules (1976)
- Impeckable (1977)
- Power Supply (1980)
- Nightflight (1981)
- Deliver Us from Evil (1982)
- You're All Living in Cuckooland (2006)

Livealbum
- Heavier Than Air - Rarest Eggs (1998)
- We Came, We Saw... (1998)
- Life In San Antonio (2002)
- Radio Sessions 1974 & 1978 (2005)
- The BBC Recordings (2006)